# 25 TCN
Năm 25 TCN là một năm trong lịch Julius. 